# جون لورانس رينولدز
جون لورانس رينولدز هو كاتب كندي، ولد في 5 نوفمبر 1939 في هاميلتون في كندا.

## وصلات خارجية
- الموقع الرسمي